# بيل أنتوني (لاعب كرة قاعدة)
بيل أنتوني (بالإنجليزية: Bill Cash)‏ هو لاعب كرة قاعدة أمريكي، ولد في 21 فبراير 1919، وتوفي في 12 سبتمبر 2011.

## وصلات خارجية
- بيل أنتوني على موقعبيزبول رفرنس.كوم (الدوري الرئيسي) (الإنجليزية)
- بيل أنتوني على موقعبيزبول رفرنس.كوم (الدوري الثانوي) (الإنجليزية)